# Bitva u Chotusic

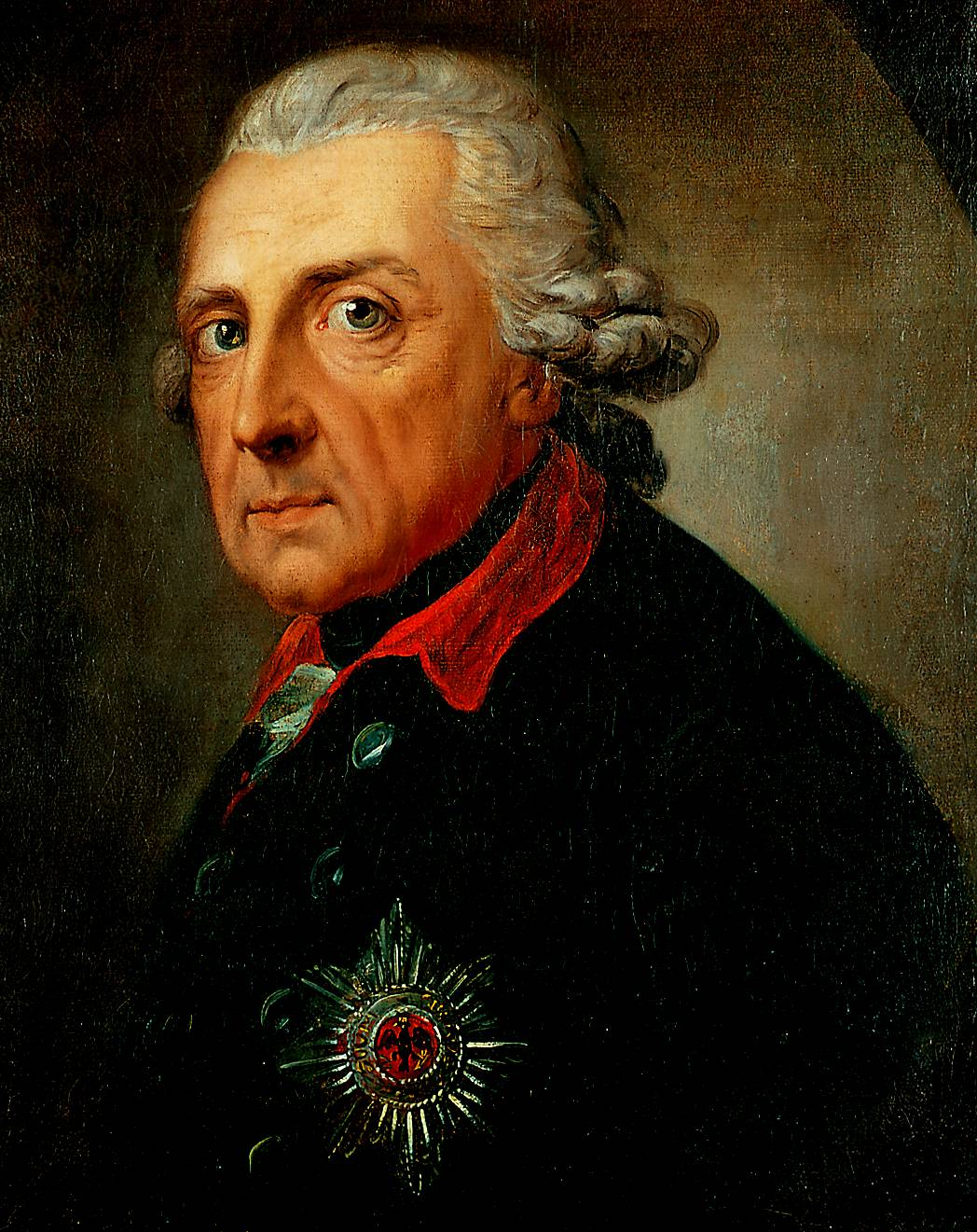
Fridrich II. Veliký

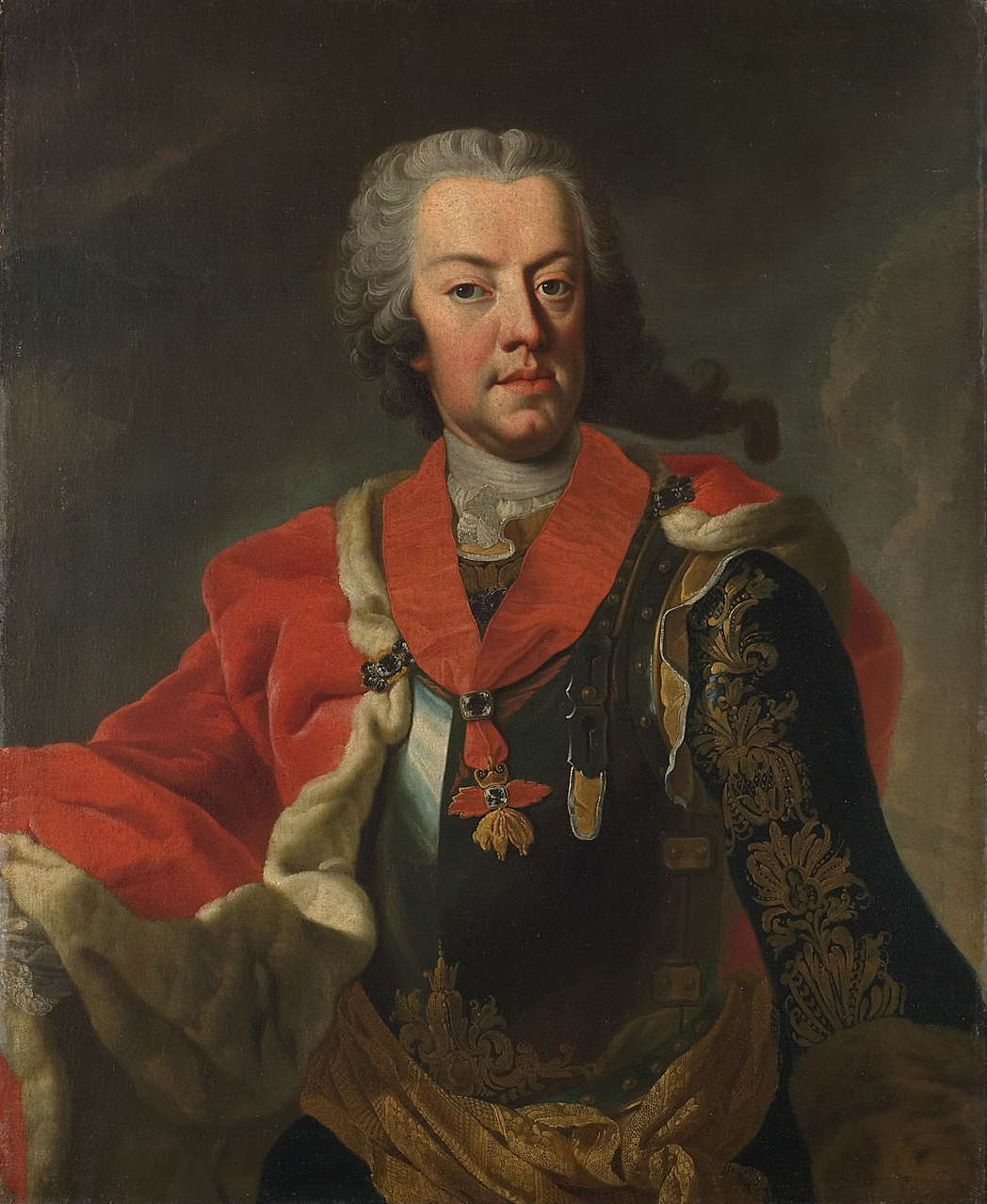
Karel Lotrinský

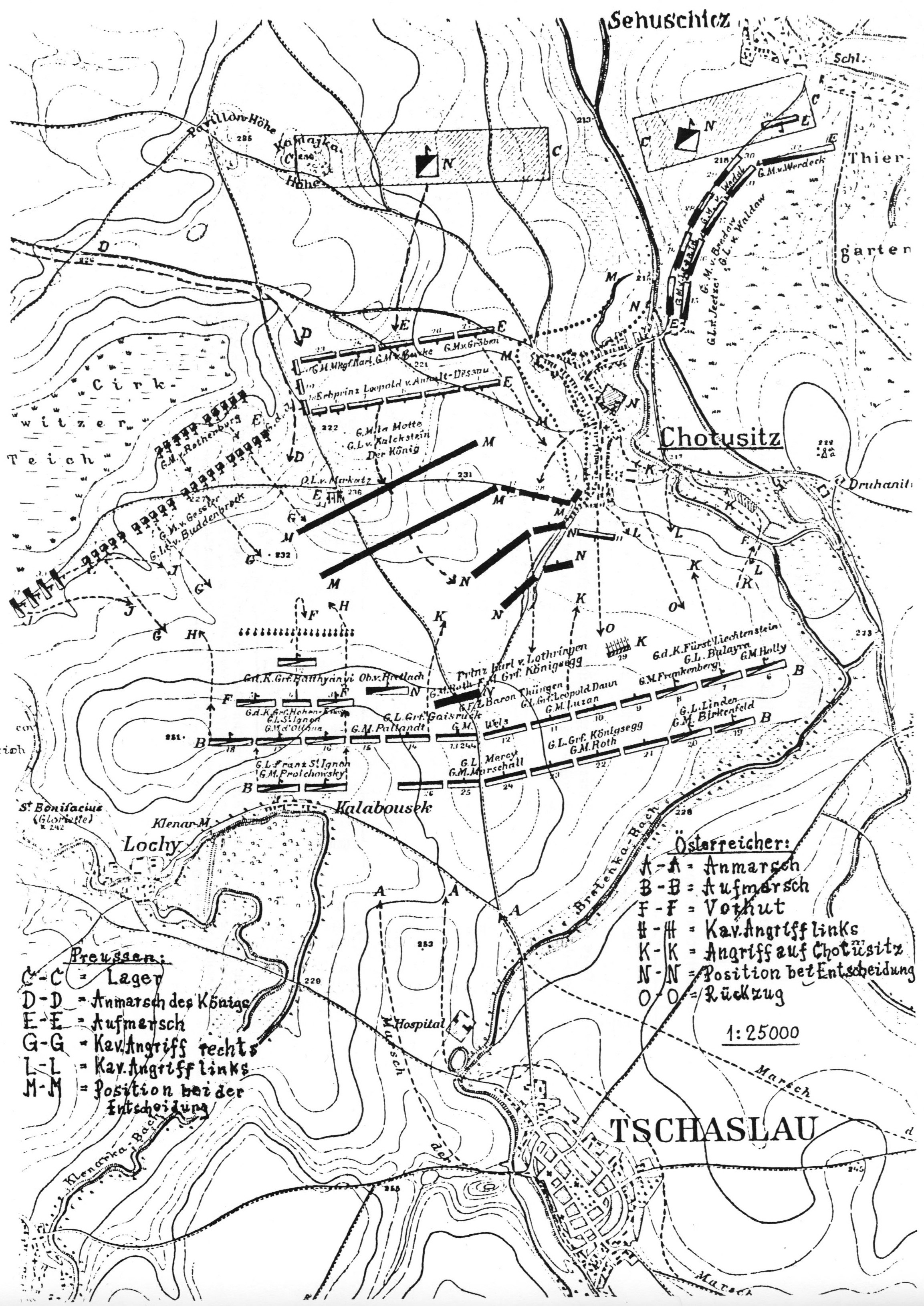
Mapa bitvy

17. května 1742 se u obce Chotusice, nedaleko Čáslavi, na tehdejším Chrudimsku, střetla vojska pruského krále Fridricha II. s habsburskou armádou Karla Lotrinského, švagrem rakouské panovnice Marie Terezie, v bitvě, která měla definitivně rozhodnout o osudu Slezska.

## Situace před bitvou
V letech 1740–1742 zažívala Habsburská monarchie hlubokou existenční krizi. Krátce po nástupu na trůn musela Marie Terezie čelit alianci států, které usilovaly o co největší oslabení Rakouska. Ze západu monarchii napadli Bavoři a Sasové, podporovaní silným francouzským kontingentem, a ze severu úhlavní nepřítel, vojensky silné Prusko, nepřímo podporované Švédskem. Habsburské armády také sváděly boje o rakouské Nizozemí s Francouzi a o své italské državy se Španěly. Z původně lokální války o Slezsko, nazývané též první slezská válka mezi Pruskem a Rakouskem, vzešel celoevropský zápas, pojmenovaný jako Válka o dědictví rakouské.
Po pruském záboru Slezska a bavorsko-sasko-francouzském obsazení Horních Rakous a Čech, včetně Prahy, se zdála válka pro Marii Terezii prohraná. Avšak následovala série nečekaných habsburských vítězství a karta se začala obracet. Habsburské armády dokonce zaútočily na Bavorsko a část země, jejíž panovník už pomýšlel na císařský diadém, jinak již tradičně rezervovaný pro Habsburky, obsadila. Také nepřátelští vojáci v Praze po ztrátě své domoviny začínali mít vážné zásobovací potíže. Toho hodlal habsburský vojevůdce Karel Lotrinský využít a na jižní Moravě soustředil nově naverbované vojsko, složené převážně z Uhrů a Chorvatů, pro tažení na Prahu. Porážku těžce zkoušených spojenců však další člen protihabsburské aliance, pruský král Fridrich II., nehodlal připustit a rozhodl se přehradit habsburské armádě cestu. Skvěle vycvičená pruská vojska tak znovu po krátkém odpočinku způsobeném vyjednáváním s Rakouskem rázně zasáhla do průběhu války. Fridrich II. své vojsko rozložil mezi městy Chrudim a Litomyšl a očekával příchod habsburské armády. Ta mezitím procházela Chotěboří a mířila na Čáslav. Fridrich zareagoval a se svou armádou obsadil území kolem obcí Chotusice a Žehušice a zaujal strategicky výhodnou pozici, kdy jeho pravé křídlo chránily dva dnes již neexistující rybníky a levé měl dobře kryté žehušickým zámeckým parkem. Rakouské postavení bylo naopak mnohem méně výhodné, nechránily je žádné přirozené překážky a v okolí nebyly ani žádné výšiny, ze kterých by bylo možné vést dělostřeleckou palbu.

## Průběh bitvy
Vzhledem k náročným přesunům, které musely habsburské jednotky absolvovat, se Fridrich domníval, že Karel Lotrinský bude moci svést bitvu až o den později, a tak se po hlášení průzkumných jednotek rozhodl, že začne s útokem okamžitě. Na jezdecký předvoj habsburské armády byla zahájena dělostřelecká palba a v řadách husarů a dragounů vypukl zmatek; následný útok pruského jezdectva je poté obrátil na ústup. Zpočátku tedy měli navrch Prusové.
Paralelně s jezdectvem zaútočily také pruské pěchotní pluky, avšak k Fridrichově překvapení byl Karel Lotrinský připraven a odpověděl manévrem, kdy část jeho armády obešla Chotusice a donutila Prušáky je vyklidit. Do boje také rozhodným způsobem znovu zasáhlo habsburské jezdectvo, a to když se nečekaně vrhlo na pruské jezdce, kteří pod jejich náporem začali ustupovat. Místo toho, aby rakouské jezdectvo pokračovalo v útoku, však začalo plenit blízký pruský tábor a bylo tak fakticky vyřazeno z boje.
Bitva nyní dosáhla svého vrcholu a habsburská armáda sahala po vítězství. Fridrich se však rychle vzpamatoval z počátečního překvapení, způsobeného habsburskými úspěchy. Soustředil pruské zálohy a zahájil útok na Chotusice, které rychle dobyl zpět. V habsburské armádě zavládl zmatek, který byl umocněn návratem pruského jezdectva. Fridrich se rozhodl v náporu pokračovat a rozvinul svůj útok do šířky. V otevřeném souboji nemohly rakouské pluky skvěle vycvičeným a výborně vedeným pruským jednotkám dlouho vzdorovat a jejich linie byly proraženy. Karel Lotrinský byl donucen k ústupu. Fridrich pokračoval v náporu směrem na Čáslav, kterou dobyl, ale hlavní habsburské síly nepronásledoval, pouze je zdálky ostřeloval z děl.

## Výsledek bitvy
Ačkoliv se tato bitva zpočátku vyvíjela lépe pro habsburskou stranu, nakonec se projevila větší disciplinovanost, zkušenost a celková vyspělost pruského vojska. Prusům také hrála do karet nekompetentnost habsburského velitele Karla Lotrinského, který nedokázal využít výrazných počátečních úspěchů a je právem považován za jednoho z nejhorších habsburských vojevůdců. Ke smůle Marie Terezie byl však odvolán až počátkem sedmileté války a tak habsburským silám pod jeho velením byla snadno uštědřena ještě řada dalších porážek. Naproti tomu, Fridrich II. si mohl udělat další zářez, značící pruská vítězství, i když pravda, tentokrát si musela jeho armáda sáhnout až na dno svých sil.

Za necelé 4 hodiny v bitvě padlo téměř deset tisíc vojáků, 5 191 na habsburské straně a 4 207 na straně Pruska. Prakticky zničeny byly také Chotusice, které ustupující habsburští vojáci zapálili. Postiženo ale bylo celé Čáslavsko, když muselo jako válečnou kontribuci zaplatit Prusům 34 tisíc zlatých. Na tři stovky raněných pruských vojáků bylo převezeno do polního lazaretu zřízeného v nově dokončené budově Kláštera voršilek v Kutné Hoře, kde se léčili do poloviny září roku 1743.

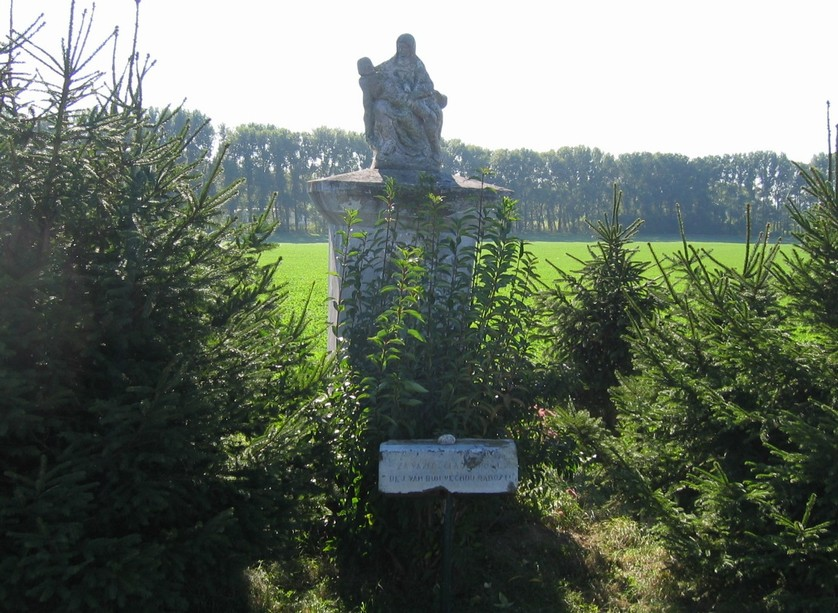
Památník bitvy u Chotusic

## Důsledky bitvy
I přesto, že v bitvě habsburská armáda prohrála, dosáhla Marie Terezie obnovení diplomatických rozhovorů. Dne 28. července 1742 byl v Berlíně mezi Pruskem a Rakouskem uzavřen mír, znamenající sice ztrátu Slezska ve prospěch Pruska, ale také jeho odchod z bojiště. Marie Terezie se tak mohla znovu naplno pustit do osvobozování Čech, které vyvrcholilo porážkou protihabsburských sil u Prahy, boje se poté přenesly na území Svaté říše římské až k Rýnu.